# Primerose Perret
 (novembre 2023).
Pour les articles homonymes, voir Primerose et Perret.
Primerose Perret est une actrice française née le 11 novembre 1921 et morte le 6 décembre 2009 à Évreux (Eure).

## Biographie
De son vrai nom Primerose Philippe, elle naît le 11 novembre 1921 à Chêne-Bougeries en Suisse.
En dehors des quelques articles consacrés aux pièces de théâtre et aux films dans lesquels elle a joué un rôle, on sait peu de choses sur cette artiste qui débuta jeune et fit carrière pendant une vingtaine d'années, sinon qu'elle a suivi les cours d'art dramatique de René Simon.
D'abord cantonnée dans des rôles de jeunes filles jusqu'à 1942, elle évolue vers des personnages de jeunes femmes à partir du film Le Voile bleu de Jean Stelli sorti en novembre 1942. Elle fait une dernière apparition dans Le Testament du docteur Cordelier de Jean Renoir en 1961. 
Primerose Perret meurt le 6 décembre 2009 à Évreux (Eure), à l'âge de 88 ans.

## Théâtre
- 1942 : On ne peut jamais dire, comédie en quatre actes de George Bernard Shaw, version française d'Henriette et Augustin Hamon, mise en scène de Roland Piétri, théâtre Pigalle (20 avril) : Dolly Sheldon[4],[5]
- 1943 : Nuit blanche, comédie en trois actes et cinq tableaux de Jean Vallée, mise en scène de Jacques Baumer, théâtre Michel (5 mars) : Nicole Chabert[6]
- 1943 : La Dame de Minuit, comédie en trois actes de Jean de Létraz, mise en scène de Denis d'Inès, théâtre Apollo (1er juin) : Gisèle Derbois[7],[8]
- 1944 : Souvent femme varie, pièce en 3 actes de Robert Boissy, théâtre du Gymnase (27 mai) : Clairette[9],[10]
- 1947 : Trois garçons, une fille de Roger Ferdinand, théâtre du Gymnase
- 1954 : Carambouille, comédie en trois actes de Jean Guitton, Grand-Théâtre de Nancy (11 janvier)[11]

## Filmographie
- 1940 : Le Grand Élan de Christian-Jaque
- 1940 : Cavalcade d'amour de Raymond Bernard : Amanda
- 1940 : Elles étaient douze femmes de Georges Lacombe : Janine de Vimeuse
- 1940 : De Mayerling à Sarajevo de Max Ophüls : une jeune archiduchesse
- 1941 : Ne bougez plus de Pierre Caron
- 1942 : La Maison des sept jeunes filles d'Albert Valentin : Mimi Adelin[12],[13]
- 1942 : Caprices de Léo Joannon : Friquette
- 1942 : Patrouille blanche de Christian Chamborant : Pépette
- 1942 : Le Voile bleu de Jean Stelli : Georgette Volnar-Bucel
- 1943 : Coup de feu dans la nuit de Robert Péguy (non créditée)
- 1949 : Occupe-toi d'Amélie de Claude Autant-Lara : la fleuriste
- 1951 : Adhémar ou le Jouet de la fatalité de Fernandel : la bonne de l'hôtel
- 1951 : Nous irons à Monte-Carlo de Jean Boyer
- 1952 : Je l'ai été trois fois de Sacha Guitry : une jeune fille
- 1955 : Milord l'arsouille de André Haguet
- 1961 : Le Testament du docteur Cordelier de Jean Renoir : Mary